# Williams Sassine
Williams Sassine, gvinejski matematik in pisatelj, * (?) 1944 Kankan, Gvineja, † 9. februar 1997, Conakry, Gvineja.
Sprva je bil študent na Politehničnem inštitutu v Conakryju, potem pa je v Parizu nadaljeval študij matematike. Po diplomi se je leta 1966 vrnil v Afriko in po različnih državah, med drugim tudi v Gabonu predaval matematiko. Pisatelj, ki je pisal v francoskem jeziku je prvi roman Sveti gospod Baly (Saint Monsieur Baly)
je objavil leta 1971. Njegov drugi roman, ki je preveden tudi v slovenščino, Pokol v vasici Virijamu (COBISS) je v originalnem naslovu Wirriyamu izšel leta 1976, tretji roman Peščeni fant (Le jeune homme de sable) pa leta 1979.  Napisal je še romane L'Alphabête (1982), Le Zéhéros n'est pas n'importe qui (1985), L'Afrique en Morceaux (1994), in Mémoire d'une peau, ki pa je izšel že po njegovi smrti leta 1998.